# Ken Hudson Campbell
Ken Hudson Campbell (født 5. juni 1962) er en amerikansk tv- og stemmeskuespiller. Han har optrådt i forskellige film og serier. 
Han optrådte som olieboren Max Lennert i filmen Armageddon fra 1998.